# Chamaeleo zeylanicus
El camaleón de la India (Chamaeleo zeylanicus) es una especie de lagarto de la familia de los camaleones (Chamaeleonidae). Se distribuye por Sri Lanka, India y Pakistán donde habita en matorrales y bosques semiáridos.

## Descripción

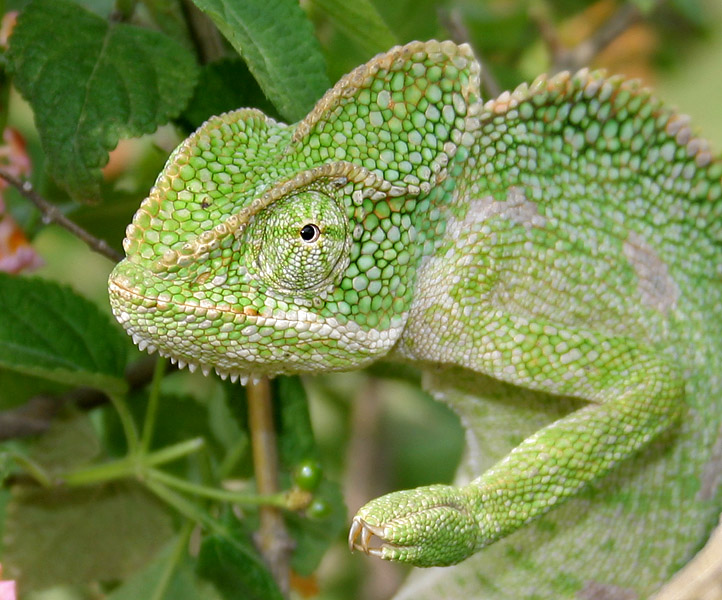
Detalle de la cabeza.

Al igual que otros camaleones, esta especie tiene una lengua larga, pies bífidos, una cola prensil, la capacidad de mover los ojos independientemente y la de cambiar de color de piel. Se mueven lentamente con un movimiento de bamboleo o balanceo y son generalmente arbóreos. Por lo general su coloración ese de tonos verdes o marrones con bandas. No suelen adaptar su coloración a los tonos de su ambiente y puede que ni siquiera sean capaz de percibir las diferencias de color. Pueden cambiar de color rápidamente y el propósito principal del cambio de color es para comunicarse con otros camaleones y para controlar su temperatura, cambiando a colores oscuros para absorber calor.